# إلياس ديزني
إلياس ديزني هو فلاح كندي، ولد في 6 فبراير 1859 في Morris-Turnberry ‏ في كندا، وتوفي في 13 سبتمبر 1941 في هوليوود في الولايات المتحدة.

## وصلات خارجية
- إلياس ديزني على موقع IMDb (الإنجليزية)